# ステファヌ・バジ
ステファヌ・ディアラ・バジ（Stéphane Diarra Badji 、1990年1月18日 - ）は、セネガル・ジガンショール出身のプロサッカー選手。セネガル代表。PFCルドゴレツ・ラズグラド所属。ポジションは、ミッドフィールダー。

## 経歴
2011年12月31日、ティッペリーガエンのソグナル・フトボールに移籍。
2013年3月1日、SKブランと4年契約を結んだ。

## 代表歴
2012年ロンドンオリンピックにU23セネガル代表の一員として参加。2011年11月のUEMOAトーナメントで初キャップ。

## タイトル
Casa Sport
- Senegal FA Cup (1): 2011

セネガル代表
- UEMOA Tournament (1): 2011